# Meno Group (entreprise)
 (janvier 2023).
Meno Group, aussi appelée groupe Méno ou Menouquin, est une coopérative d'achat belge pour les commerçants indépendants en quincaillerie, outillage, bricolage et les articles ménagers. Meno Group comprend 3 enseignes : HandyHome, Meno Pro et Home&Co.
La société compte au total plus de 125 à 145 points de vente répartis en Belgique et au Luxembourg. Ses concurrents sont : Gamma, Hubo, Brico et Mr.Bricolage[réf. nécessaire].

## Histoire

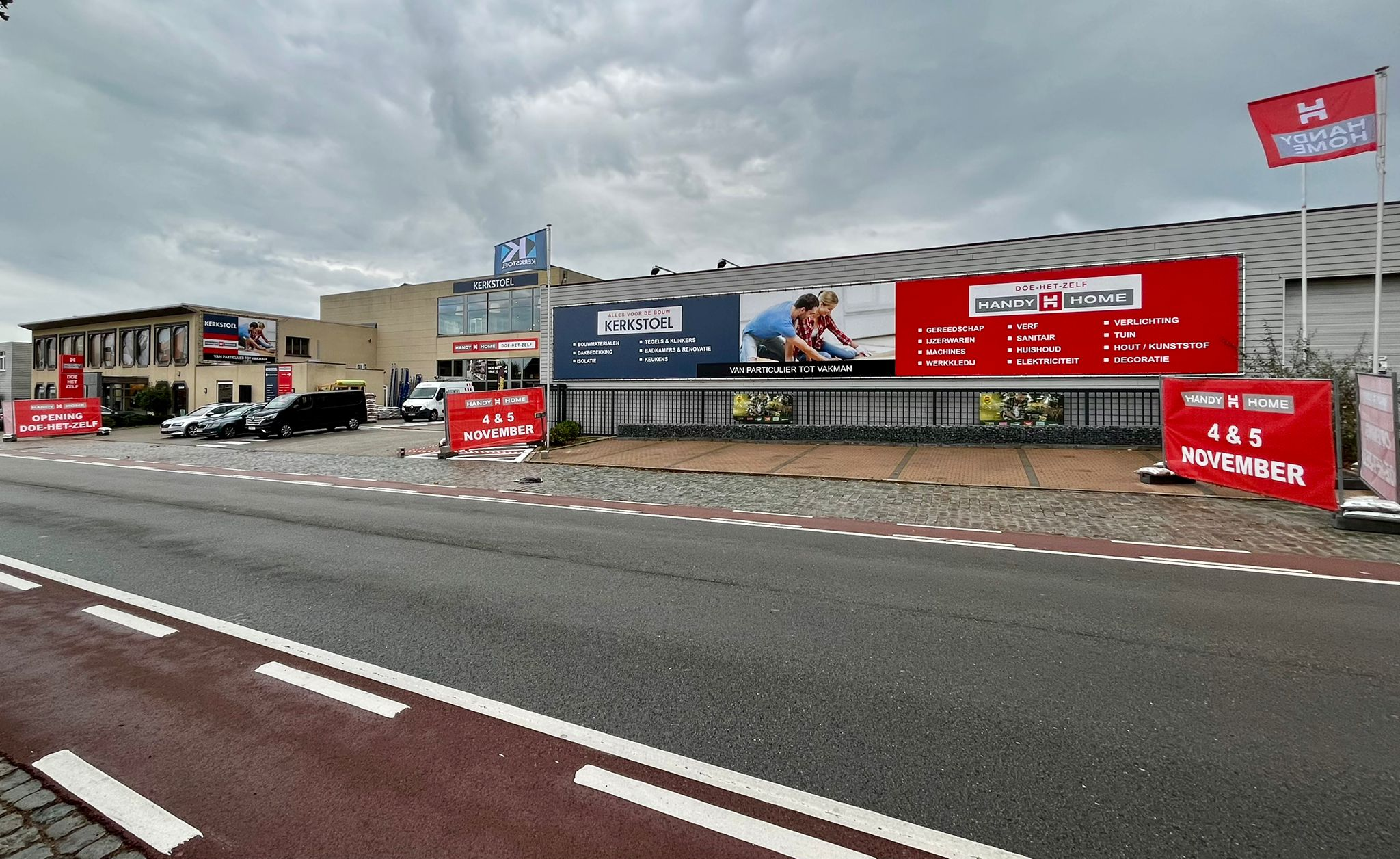
Magasin HandyHome Kerkstoel à Heist-op-den-Berg (Belgique).

L'entreprise est fondée en 1947 sous le nom de Menouquin. Installée d'abord à Wemmel, en Région flamande, Menouquin déménage à Nivelles, en Région wallonne, en 2007.
En 2017, elle rejoint le groupe Hagebau,.
En 2018, Meno Group s'associe avec Doyen Auto Belgium dans le cadre d'une stratégie marketing.

## Enseignes

### HandyHome
Enseigne spécialisée dans les produits de bricolage et de jardinage pour le grand public.

### Meno Pro
Enseigne spécialisée dans les produits de quincaillerie et d'outillage pour la clientèle professionnelle.

### Home & Co
Enseigne spécialisée dans les produits ménagers, de décoration et dans l'art de la table.

## Identité visuelle

Logo de HandyHome.
Logo de Meno Pro.
Logo de Home & Co.